# Fear Liath
Am Fear Liath Mòr (Schottisch-Gälisch für der große graue Mann; auch bekannt als Der große Mann von Ben MacDhui) ist der Name eines Kryptiden, der in der Region um das schottische Ben Macdui zwischen dem Banffshire und Aberdeenshire leben soll. 
Beschrieben wird Fear Liath in zwei verschiedenen Erscheinungen. In der realen Gestalt stellt er einen sechs Meter großen Mann dar, der mit kurzem Haar bedeckt ist. Die andere Erscheinung ist spiritueller Natur, bei der er als unsichtbare „Präsenz“ vor allem Bergsteigern ein flaues Magengefühl bescheren soll.
Die Wahrscheinlichkeit für die reale Existenz dieses Wesens ist sehr gering bis unmöglich, trotzdem gibt es einige Fotografien von ungewöhnlichen Fußabdrücken, die ihm zugeschrieben werden. In der schottischen Tradition wird er als übernatürliches Phänomen betrachtet, daneben gibt es jedoch gelegentlich auch Vergleiche mit dem Yeti des Himalaya und dem Bigfoot Nordamerikas.